# Rio Canoinhas
O rio Canoinhas é um curso de água do estado de Santa Catarina, no Brasil. 
Nasce na Serra do Espigão (parte da Serra Geral) a cerca de 20km ao norte da cidade de Santa Cecília, correndo de sul para o norte e passando ao oeste da cidade de Monte Castelo, ao leste da cidade de Major Vieira.
Após atravessar a Floresta Nacional de Três Barras, passa ao leste da cidade de Canoinhas após o que desagua no rio Negro, do qual é um dos principais afluentes. Ao longo de seu percurso cruza as rodovias BR-116, BR-477 e BR-280 e as ferrovias FSA-116 e FSA-280
Entre os municípios de Major Vieira e Canoinhas, forma uma queda de água de beleza sem par, muito frequentada no verão por banhistas e apreciadores da natureza.